# Acrocyrtidus
Acrocyrtidus es un género de escarabajos longicornios.

## Especies
- Acrocyrtidus argenteofasciatus (Pic, 1903)
- Acrocyrtidus argenteus Gressitt & Rondon, 1970
- Acrocyrtidus attenuatus (Pic, 1927)
- Acrocyrtidus aurescens Gressitt & Rondon, 1970
- Acrocyrtidus auricomus Holzschuh, 1982
- Acrocyrtidus avarus Holzschuh, 1989
- Acrocyrtidus bentanachsi Viktora & Liu, 2018
- Acrocyrtidus diversinotatus (Pic, 1903)
- Acrocyrtidus elegantulus (Matsushita, 1933) 
  - Acrocyrtidus elegantulus longicornis Hayashi, 1962
- Acrocyrtidus fasciatus Jordan, 1894
- Acrocyrtidus fulvus Gressitt & Rondon, 1970
- Acrocyrtidus griseofasciatus Hayashi, 1982
- Acrocyrtidus jianfeng Viktora & Liu, 2018
- Acrocyrtidus jirouxi Viktora & Liu, 2018
- Acrocyrtidus longipes (Matsushita, 1941)
- Acrocyrtidus simianshanensis Chiang & Chen, 1994 
  - Acrocyrtidus simianshanensis reductus Holzschuh, 2010